# Joe Roland
Joe Roland (eigentlich Joseph Alfred Roland, * 17. Mai 1920 in New York City, New York; † 12. Oktober 2009 in Palm Beach County, Florida) war ein US-amerikanischer Vibraphonist des Modern Jazz.
Joe Roland erlernte 1937 bis 1939 Klarinettenspiel an der New Yorker Juilliard School of Music und hatte als Klarinettist eigene Ensembles. Er spielte ab 1940  auch Xylophon. Von 1942 bis 1946 diente er in der US-Army; danach begann er sich mit dem Vibraphon zu befassen, arbeitete als freischaffender Musiker in New York und 1951 mit Oscar Pettiford zusammen. Von 1951 bis 1953 war er auch Mitglied der Band von George Shearing. Dann hatte er zusammen mit Howard McGhee eigene Gruppen und spielte 1953/54 in Artie Shaws Ensemble Gramercy Five. Dann spielte er wieder freelance in New York, u. a. 1956 mit Mat Mathews und Aaron Sachs. Aufnahmen unter eigenem Namen, die von 1950 bis 1954 entstanden und an denen auch Herbie Mann beteiligt war, erschienen bei Savoy Records (Joltin'  Joe).

## Auswahldiskographie
- Joltin’ Joe (Savoy Records, 1950–54 mit Wade Lagge, Freddie Redd, Paul Castle)
- Joe Roland Quintette (Bethlehem Records 1955)
- Mat Mathews Orchestra: The Gentle Art of Love (Dawn, 1956)
- Oscar Pettiford: Discoveries (Savoy Records, 1952–57)
- Aaron Sachs Sextet: Jazzville, Vol. 3 (Fresh Sound Rec., 1956)
- Artie Shaw: The Last Recordings (Musicmasters, 1954)
- George Shearing: Verve Jazz Masters (Verve, 1949–54)

## Einzelnachweis
1. ↑  Todesnachricht Joe Roland

| Personendaten    | Personendaten                                  |
| ---------------- | ---------------------------------------------- |
| NAME             | Roland, Joe                                    |
| ALTERNATIVNAMEN  | Roland, Joseph Alfred                          |
| KURZBESCHREIBUNG | US-amerikanischer Vibraphonist des Modern Jazz |
| GEBURTSDATUM     | 17. Mai 1920                                   |
| GEBURTSORT       | New York City                                  |
| STERBEDATUM      | 12. Oktober 2009                               |
| STERBEORT        | Palm Beach County                              |